# جاك سو
جاك سو (بالإنجليزية: Jack Soo)‏ هو ممثل أمريكي، ولد في 28 أكتوبر 1917 في الولايات المتحدة، وتوفي في 11 يناير 1979 بلوس أنجلوس في الولايات المتحدة.

## أعمال

### أفلام
- (1967) ميلي الجديدة كليا

### مسلسلات
- بارني ميلر

## وصلات خارجية
- جاك سو على موقع IMDb (الإنجليزية)
- جاك سو على موقع ميوزك برينز (الإنجليزية)
- جاك سو على موقع قاعدة بيانات برودواي على الإنترنت (الإنجليزية)
- جاك سو على موقع إن إن دي بي (الإنجليزية)
- جاك سو على موقع قاعدة بيانات الفيلم (الإنجليزية)